# Robert Beale
Robert Hughes Beale (ur. 8 stycznia 1884 w Maidstone, zm. 5 października 1950 w Dymchurch) – angielski piłkarz występujący na pozycji bramkarza. Do Manchesteru United trafił w maju 1912 z Norwich City za kwotę 275 £. Jego kariera w ligowym futbolu zakończyła się wraz z wybuchem I wojny światowej jednak w lipcu 1919 postanowił kontynuować swą przygodę z piłką i trafił do Gillingham.